# Helena Espinosa Berea

Helena Espinosa Berea, junto con una alumna, en su jardín de niños, a principios de la década de 1950.

Helena Espinosa Berea escrito también como Elena Espinosa Berea (Ciudad de México ca.1895-ca.1960) fue una profesora de educación preescolar en México. Activa por 50 años, fue una pionera en los estudios y en la práctica de ese nivel educativo. Si bien el ministro de educación Justo Sierra intentó impulsarlo en el Porfiriato, fue hasta después de la Revolución mexicana que realmente se desarrolló. Espinosa Berea participó en el proceso.

## Biografía
Helena o Elena Espinosa Berea estudió la carrera de Educadora en la Escuela Nacional de Maestros. Trabajó en el anexo a la Normal y fue comisionada por la maestra Rosaura Zapata para buscar un lugar adecuado donde fundar un jardín de niños.
Aunque alrededor de 1883 se abrieron los primeros parvularios, como se les decía a los jardines de niños entonces, fue hasta después de la revolución cuando se generalizaron. La maestra Zapata colaboró con Justo Sierra, con José Vasconcelos y otros secretarios de Educación Pública para fundar las escuelas en distintas partes del país.
Hacia 1928, la maestra Zapata llamó a Espinosa Berea para que fundara un jardín de niños en la colonia del Valle, que entonces era una zona en crecimiento poblacional de la Ciudad de México. Abrió el Brígida Alfaro en la calle de Mier y Pesado. Escogió el nombre de la maestra Alfaro, quien falleció en 1925. Fue directora hasta 1949, cuando se jubiló. 
Tras su jubilación abrió su propio jardín de niños en la misma colonia del Valle, en la calle de la de Morena 415. La maestra le dio su nombre a su escuela: la llamó "Helena Espinosa Berea" y la dirigió hasta su fallecimiento.